# Marco Susini
Marco Susini (Collesalvetti, 18 novembre 1955) è un politico italiano.

## Biografia
Funzionario del Partito Comunista Italiano, negli anni '80 è consigliere comunale a Collesalvetti, mentre nel 1990 entra nel consiglio comunale di Livorno. Dopo la svolta della Bolognina aderisce al Partito Democratico della Sinistra, con cui viene confermato consigliere comunale nel capoluogo labronico nel 1995.
Alle elezioni politiche del 1996 viene eletto deputato nel collegio uninominale di Livorno-Collesalvetti con l'Ulivo. Conferma il proprio seggio parlamentare anche alle elezioni politiche del 2001, rappresenta i Democratici di Sinistra alla Camera fino al 2006.
È stato presidente dell'Interporto toscano Amerigo Vespucci dal 2007 al 2013.